# Сенцово (Тверская область)
Сенцово — деревня в Весьегонском муниципальном округе Тверской области.

## География
Деревня находится в северо-восточной части Тверской области на расстоянии приблизительно 25 км на юго-запад по прямой от районного центра города Весьегонск.

## История
Известна с 1745 года. Дворов было учтено 40 (1859 год), 44 (1889), 68 (1931), 62 (1963), 18 (1993), 1 (2008),. До 2019 года входила в состав Ивановского сельского поселения до упразднения последнего.

## Население
Численность населения: 178 человек (1859 год), 206 (1889), 285 (1931), 143 (1963), 22 (1993), 7 (русские 100 %) в 2002 году, 1 в 2010.